# Herbert Oakeley
Pour les articles homonymes, voir Oakeley.
Sir Herbert Stanley Oakeley, né le 22 juillet 1830 – mort le 26 octobre 1903, est un compositeur britannique, surtout connu pour avoir été professeur de musique à l'université d'Édimbourg. Avant sa nomination à ce poste en 1865, il se fait connaître comme organiste, compositeur et musicien. Pendant son mandat à l'université d'Édimbourg, il fonde un certain nombre de sociétés de musique de l'université en Écosse et plus particulièrement l'Edinburgh University Music Society (en) et transforme avec succès l'école de musique Reid de l'université en une faculté apte à délivrer des diplômes à ses étudiants.

## Biographie
Né à Ealing le 22 juillet 1830, il est le second fils de Sir Herbert Oakeley, 3rd Baronet (en). Il étudie à Rugby et au collège Christ Church d'Oxford où il obtient un B.A. en 1853 et un M.A. en 1856. Il poursuit ses études auprès de Stephen Elvey. En 1865, il est élu professeur Reid de musique à l'université d'Édimbourg.
Il est fait chevalier en 1876 et en 1881 est nommé Compositeur de musique de la reine Victoria en Écosse.
En juin 1901, il reçoit un doctorat honoraire (Legum Doctor) de l'université de Glasgow à l'occasion des célébrations du 450e jubilé de l'université.
Il prend sa retraite d'enseignant en 1891 et meurt célibataire à Eastbourne le 26 octobre 1903.

## Sources
- James Cuthbert Hadden, « Oakeley, Herbert Stanley » in Lee, Sidney, Dictionary of National Biography, 1912 supplément, Londres, Smith, Elder & Co.
- (en) Christopher D. S. Field, « Oakeley, Sir Herbert Stanley (1830–1903) », dans Oxford Dictionary of National Biography, Oxford University Press (lire en ligne )
- (en) The Life of Sir Herbert Stanley Oakeley ..., G. Allen, 1904 (lire en ligne)